# 卡加
卡加（Khaga），是印度北方邦Fatehpur县的一个城镇。总人口12020（2001年）。

## 人口
该地2001年总人口12020人，其中男性6330人，女性5690人；0—6岁人口1776人，其中男932人，女844人；识字率63.34%，其中男性为72.27%，女性为53.39%。